# 3. gardijska brigada HVO "Jastrebovi"
3. gardijska motorizirana brigada je bila gardijska brigada Hrvatskog vijeća obrane tijekom rata i poslijeraća u Bosni i Hercegovini. Brigada je utemeljena 18. siječnja 1994. godine odlukom Glavnog stožera HVO-a. Zapovjedništvo brigade je bilo u vojarni "Busovača" preko puta bivše JNA vojarne "Draga". Prije izgradnje nove vojarne, Zapovjedništvo brigade se nalazilo u krugu tvornice Slobodan Princip Seljo (današnji Vitezit) u Vitezu. 
Zapovjednik brigade je bio brigadir Ilija Nakić.
Pod nadležnošću ZP Vitez.
3. gardijska brigada je odlikovana Redom Nikole Šubića Zrinskog povodom Dana pobjede i domovinske zahvalnosti i 25. obljetnice Operacija Oluja 2020. godine.

## Povijest
Brigada je prošla mnoge bojišnice centralne Bosne, pritom oslobodivši mnoge gradove (Kupres, Glamoč, Mrkonjić Grad, Jajce, Šipovo ...) i kao takva slovila je za jednu od najslavnijih i najboljih postrojbi Hrvatskog vijeća obrane, a svoje živote za domovinu i slobodu dala su 54 pripadnika te brigade. 3.gardijska brigada Jastrebovi je u operaciji Maestral sudjelovala
uz HV dok su 1. i 2. gardijske HVO-a bile stacionirane prema Jajcu.
Nakon rata zadaće brigade su bile da unutar HVO-a, koji je zajedno s Armijom BiH činio Vojsku Federacije Bosne i Hercegovine, štiti bošnjačko-hrvatski entitet u BiH od rata, poplava, požara i sl.
Tijekom 2001. godine, 3. gardijska brigada zajedno s ostalim postrojbama hrvatske komponente Vojske FBiH daje potporu Hrvatskoj samoupravi. Hrvatski narodni sabor je pozvao časnike i vojnike hrvatske komponente Vojske Federacije BiH na samoraspuštanje. Većina časnika i vojnika, samovoljno, ovaj je poziv ispoštovala, te su vojarne HVO-a ostale prazne. Jedine posljedice samoraspuštanja, na kraju, su bile nekoliko izgubljenih plaća za vojnike i časnike HVO-a, kao i gubitak položaja u vojnoj hirerahiji za one osobe koje su se najgorljivije založile da se raspuštanje provede.
Reformom obrane u BiH 2005. godine Vojska Federacije BiH zajedno s Vojskom Republike Srpske je integrirana u sastav Oružanih snaga Bosne i Hercegovine. Danas se Oružane snage Bosne i Hercegovine sastoje od tri pukovnije, a 1. pješačka (gardijska) pukovnija je nasljednica Hrvatskog vijeća obrane.

## Sastav
U brigadu su ušle skoro sve PPN postrojbe koje su djelovale na području Lašvanske doline,Kiseljaka i Žepča.
Pješačke bojne (3) su bile stacionirane u Vitezu (u krugu tvornice SPS.zatim u vojarni Brizjak),Kiseljaku i Žepču.Brigada je u punom sastavu imala 3500 vojnika.
Brigada je sudjelovala u svim važnijim operacijama DR.

## Odlikovanja
3. gardijska brigada Jastrebovi je odlikovana Redom Nikole Šubića Zrinskog povodom Dana pobjede i domovinske zahvalnosti i 25. obljetnice Operacija Oluja 2020. godine.

## Galerija
- Dva tenka T-55 Hrvatskog vijeća obrane u borbenom položaju tijekom vojne vježbe na poligonu u Glamoču.
- Pripadnik Hrvatskog vijeća obrane kod 122mm haubice D-30J tijekom vojne vježbe.
- Pripadnik 3. gardijske brigade HVO-a ispaljuje projektil iz 122mm haubice D-30J, tijekom vježbe.

## Srodni članci
- Hrvatsko vijeće obrane

## Unutarnje poveznice
| - Bosanskohercegovački Hrvati u Ratu u Bosni i Hercegovini - Hrvatska Republika Herceg-Bosna - ATJ Širokobriješka Kažnjenička bojna HVO - Bošnjačko-hrvatski sukob - Operacija Cincar | - Operacija Zima '94. - Operacija Ljeto '95. - Operacija Maestral - Federacija Bosne i Hercegovine - Hrvatska samouprava u Bosni i Hercegovini |